# صناعة سمكية

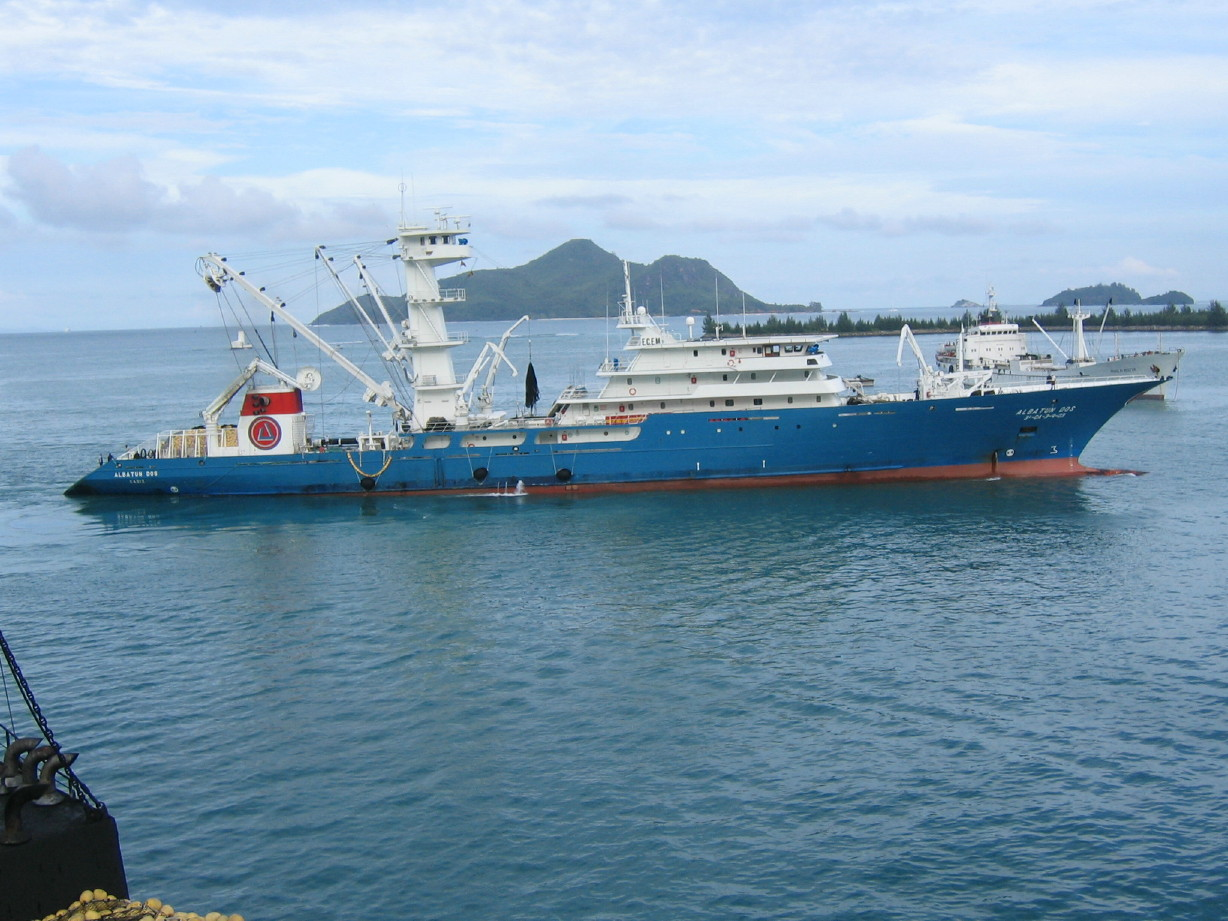
سفينة الصيد الإسبانية الحديثة بالشباك للتونا في جزر سيشل

تشتمل صناعة صيد الأسماك على أي صناعة أو نشاط يتعلق بصيد أو زراعة أو معالجة أو حفظ أو تخزين أو نقل أو تسويق أو بيع الأسماك أو منتجات الأسماك.
وتعرفها منظمة الأغذية والزراعة على أنها تشتمل على قطاعات صيد الأسماك الترفيهي وصيد الأسماك لكسب العيش وصيد الأسماك التجاري والحصاد ومعالجة الأسماك وتسويق الأسماك. ويهدف النشاط الاقتصادي إلى توفير الأسماك وغيرها من منتجات المأكولات البحرية للاستهلاك البشري أو كعوامل مدخلات في العمليات الصناعية الأخرى. وبشكل مباشر أو غير مباشر، فإن سبل العيش لما يزيد على 500 مليون شخص في الدول النامية تعتمد على المصايد والزراعة المائية.

## القطاعات
هناك ثلاثة قطاعات صناعية أساسية:
- القطاع التجاري: يشتمل على المشروعات والأفراد المقترنين بالصيد البري أو موارد الزراعة المائية وعمليات التحويل المتنوعة لهذه الموارد إلى منتجات من أجل بيعها. كما يشار إلى هذا القطاع كذلك باسم "صناعة المأكولات البحرية"، رغم أنه يشتمل ضمن منتجاته على عناصر غير غذائية، مثل اللؤلؤ.
- القطاع التقليدي: يشتمل على المشروعات والأفراد المقترنين بموارد المصايد التي يستمد السكان الأصليون من خلالها المنتجات بما يتوافق مع التقاليد الخاصة بهم.
- القطاع الترفيهي: يشتمل على المشروعات والأفراد المقترنين بأغراض الترفيه أو الرياضة أو كسب الرزق من خلال موارد المصايد التي يتم استمداد المنتجات منها بحيث لا تكون لأغراض البيع.

## القطاع التجاري
يشتمل القطاع التجاري لصناعة صيد الأسماك على السلسلة التالية:
1. صيد الأسماك التجاري ومزارع الأسماك التي يمكن إنتاج الأسماك من خلالها
2. معالجة الأسماك التي تؤدي إلى إنتاج منتجات الأسماك
3. تسويق منتجات الأسماك

### الإنتاج العالمي
يتم الحصول على الأسماك من خلال الصيد التجاري والزراعة المائية.
حسب منظمة الأغذية والزراعة (FAO)، تكون الحصاد العالمي في عام 2005 من 93.3 مليون طن تم صيدها من خلال صيد الأسماك التجاري في المصايد البرية، بالإضافة إلى 48.1 مليون طن تم الحصول عليها من خلال مزارع الأسماك. وبالإضافة إلى ذلك، تم الحصول على 1.3 مليون طن من النباتات المائية (العشب البحري وما إلى ذلك) من المصايد البرية وتم إنتاج 14.8 مليون طن من خلال الزراعة المائية. وقد قدر عدد الأسماك المفردة التي تم صيدها في البرية بمعدل 0.97 إلى 2.7 ترليون في العام (باستثناء مزارع الأسماك أو اللافقاريات البحرية).
إليكم أدناه جدول يحتوي على حصاد صناعة صيد الأسماك العالمية في عام 2005 بالطن حسب الصيد وحسب الزراعة المائية.
|                                            | الصيد      | الزراعة المائية | الإجمالي    |
| ------------------------------------------ | ---------- | --------------- | ----------- |
| الأسماك، والقشريات، والرخويات، وما إلى ذلك | 93,253,346 | 48,149,792      | 141,403,138 |
| النباتات المائية                           | 1,305,803  | 14,789,972      | 16,095,775  |
| الإجمالي                                   | 94,559,149 | 62,939,764      | 157,498,913 |

يساوي ذلك 24.4 كيلو جرامًا في العام للشخص المتوسط على وجه الأرض.

### صيد الأسماك التجاري

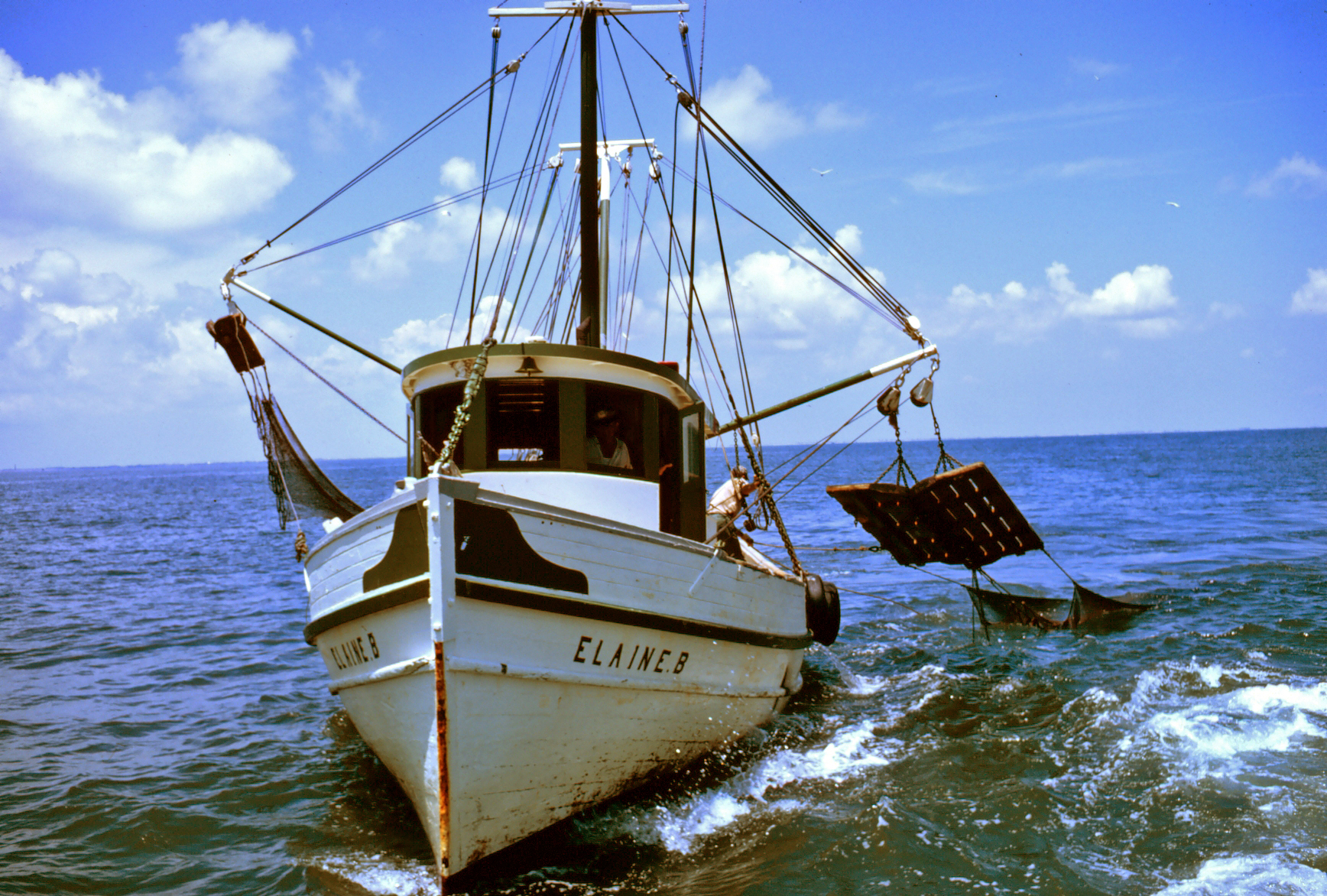
سفينة الروبيان مزدوجة التجهيز تسحب الشبك

كانت أعلى الدول إنتاجًا، بالترتيب، هي جمهورية الصين الشعبية (باستثناء هونغ كونغ وتايوان)، وبيرو واليابان والولايات المتحدة وتشيلي وإندونيسيا وروسيا والهند وتايلاند والنرويج وآيسلندا. وقد ساهمت هذه الدول بأكثر من نصف الإنتاج العالمي، وقد ساهمت الصين وحدها بثلث الإنتاج العالمي.